# 5960 Wakkanai

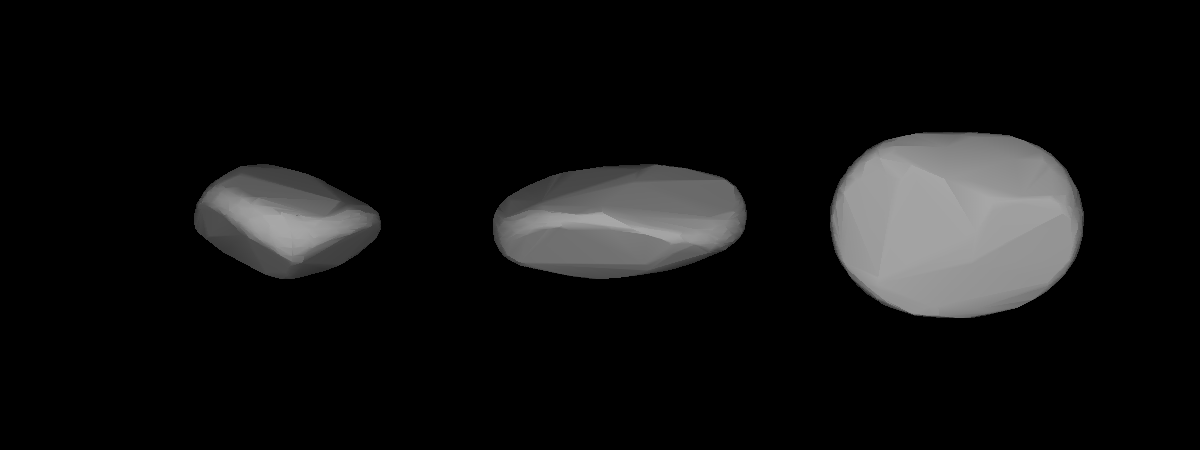
5960 Wakkanai

5960 Wakkanai eller 1989 US är en asteroid i huvudbältet som upptäcktes den 21 oktober 1989 av de båda japanska astronomerna Masaru Mukai och Masanori Takeishi vid YCPM Kagoshima Station. Den är uppkallad efter den japanska staden Wakkanai.
Asteroiden har en diameter på ungefär 4 kilometer och den tillhör asteroidgruppen Flora.